# مومنايي (مقاطعة إسلام آباد غرب)
مومنايي (بالفارسية: مومنایی) هي قرية تقع في كرمانشاه في إيران. يقدر عدد سكانها بـ 326 نسمة بحسب إحصاء 2016.